# Marie Escudier
Marie-Pierre Escudier (Castelnaudary, 29 giugno 1819 – Parigi, 7 aprile 1880) è stato un giornalista e musicologo francese.

## Biografia
Da giovane si trasferì a Parigi dove si dedicò al giornalismo, mettendosi in evidenza fondando, nel 1838 assieme al fratello Léon Escudier, il settimanale musicale La France musicale; assieme al fratello Leone, fondò anche una importante casa editrice musicale, con la quale diffusero le opere di Giuseppe Verdi.
Negli stessi anni collaborò con numerosi giornali politici, tra i quali il Réveil, Bon Sens, Revue du dix-neuvième siècle, Revue du Nord, Monde, La Patrie.
Dal 1850 al 1858 fu collaboratore e redattore dei giornali Pays, Journal de l'Empire, Le Gascon.
In questo periodo scrisse in collaborazione con il fratello: Études biographiques sur les chanteurs contemporains (1840); Dictionnaire de musique d'après les théoriciens, historiens et critiquies les plus célèbres (1844); Rossini, sa vie et ses œuvres (1854); Vie et aventures des cantatrices célèbres, précédées des musiciens de l'empire et siuvies de la vie anedotique de Paganini (1856).
Nel 1862 Marie si separò da Leone, quest'ultimo conservò la casa editrice e fondò un nuovo giornale, L'Art musical, che stampò fino al suo decesso.
Successivamente Marie-Pierre proseguì la direzione del giornale La France musicale, ed ebbe la concessione dei diritti di stampa di numerose opere di Giuseppe Verdi per il mercato francese.
Marie-Pierre durante la sua carriera scrisse anche poesie.
Il testo della melodia L'abandonnée di Verdi fu scritto dai due fratelli Escudier.